# Microstomus
A Microstomus a csontos halak (Osteichthyes) főosztályának sugarasúszójú halak (Actinopterygii) osztályába, ezen belül a lepényhalalakúak (Pleuronectiformes) rendjébe és a lepényhalfélék (Pleuronectidae) családjába tartozó nem.

## Rendszerezésük
A nembe az alábbi 4 faj tartozik:
- Microstomus achne (Jordan & Starks, 1904)
- kisfejű lepényhal (Microstomus kitt) (Walbaum, 1792) - típusfaj
- Microstomus pacificus (Lockington, 1879)
- Microstomus shuntovi Borets, 1983

## Források

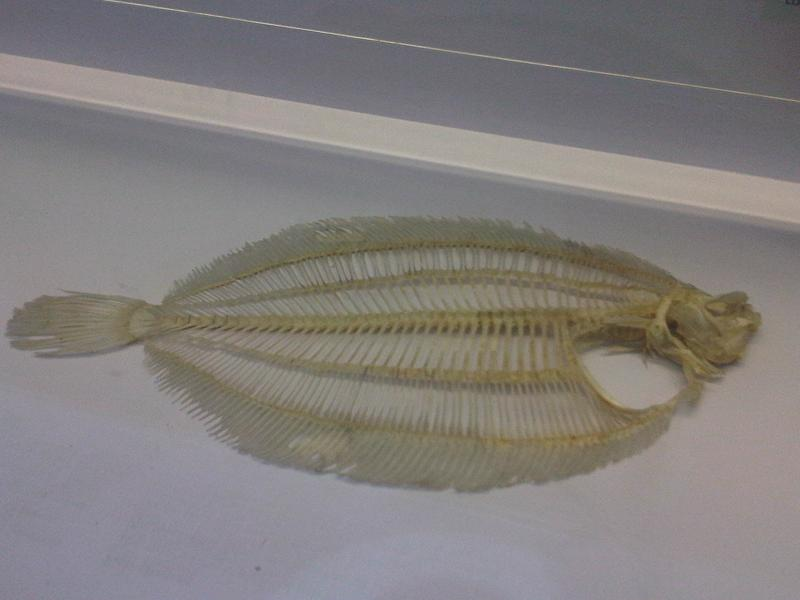
A kisfejű lepényhal (Microstomus kitt) csontváza a londoni Természettudományi Múzeumban